# Тункинський район
Тункинський район (рос. Тункинский район, бур. Түнхэн аймаг) — адміністративна одиниця Республіки Бурятія Російської Федерації.
Адміністративний центр — село Кирен.

## Національний склад
буряти — 61,4 % — 15189, росіяни — 37,0 % — 8474, татари — 0,4 % — 91, українці — 0,3 % — 48, білоруси — 0,1 % — 10, чуваші — 0,1 % — 10, мордва — 0,2 % — 20, сойоти — 9,2 % — 226, вірмени — 0,11 % — 12, евенки — 2, євреї — 2.

## Адміністративний поділ
До складу району входять 14 сільських поселень:
1. Аршанське сільське поселення — село Аршан
2. Галбайське сільське поселення  — с. Галбай
3. Далахайське сільське поселення  — улус Далахай
4. Жемчузьке сільське поселення  — с. Жемчуг
5. Зун-Муринське сільське поселення
6. Киренське сільське поселення  — с. Кирен
7. Мондинське сільське поселення  — селище Монди
8. Толтойське сільське поселення  — у. Хурай-Хобок
9. Торське сільське поселення  — с. Тори
10. Тункинське сільське поселення  — с. Тунка
11. Туранське сільське поселення  — с. Туран
12. Харбятське сільське поселення  — с. Харбяти
13. Хойто-Гольське сільське поселення
14. Хужирське сільське поселення  — у. Хужири